# Edinburgh Fringe
El Fringe es un festival alternativo de artes escénicas que se celebra de forma paralela al Festival de Edimburgo, dentro del conjunto de certámenes culturales que se realizan en verano en la capital de Escocia.
El Fringe incluye todas las formas del espectáculo y la suma total de géneros de teatro desde los clásicos de la Grecia antigua o Shakespeare al teatro de calle, pasando por Samuel Beckett. No hay ningún comité de selección, lo que permite que se haya convertido en un escaparate de modelos experimentales que no serían admitidos en festivales más formales. Está organizado y coordinado por la Sociedad del Festival Fringe («The Festival Fringe Society»).

## Historia

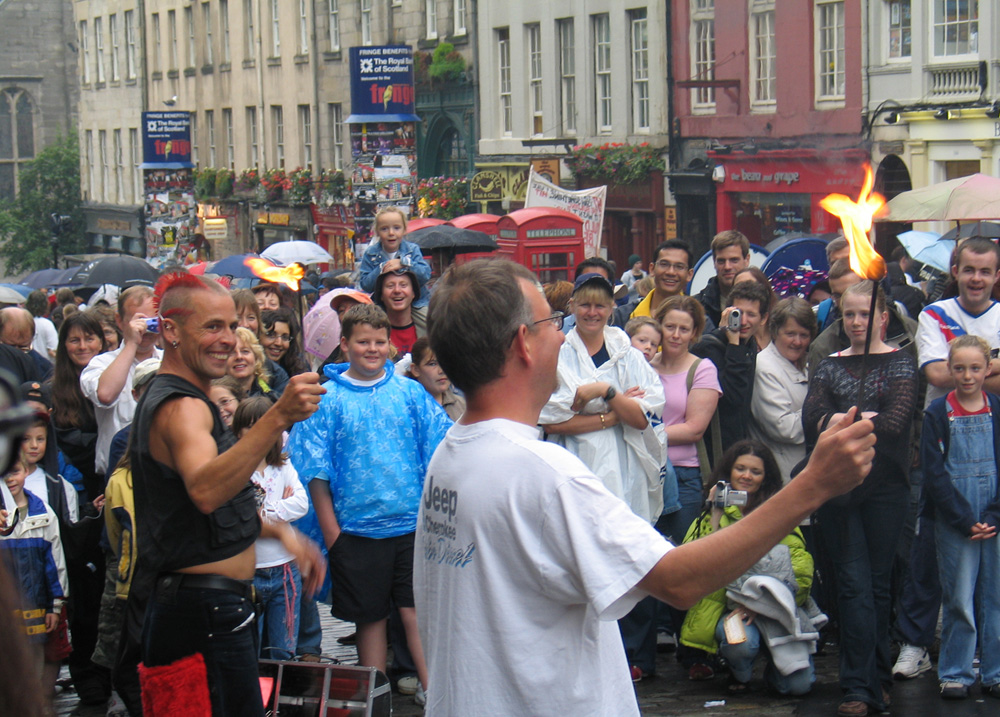
El Fringe en las calles de Edimburgo.

El término «fringe» nació cuando, durante el segundo Festival Internacional de Edimburgo en 1948, el periodista escocés Robert Kemp advirtió sobre la existencia de aquellos grupos que empezaban a aparecer y que no formaban parte del festival oficial. Durante las primeras décadas de convivencia se produjo cierta rivalidad y enemistad entre el Fringe y el festival oficial, llegando a generar algunos conflictos puntuales, hasta que en 1991 Brian McMaster tomó la dirección del Festival Internacional.
El festival, abierto y participativo, se caracteriza por la "renovación de las formas y el lenguaje escénico" asociados a planteamientos sociales reivindicativos y, en suma, a "descentralizar el fenómeno cultural". También funciona como plataforma para artistas que más tarde son absorbidos por el teatro oficial subvencionado o las salas comerciales del West End londinense.
La tradición de festivales veraniegos en Edimburgo desde 1947 ha dado vida al Festival Internacional de Edimburgo, al Fringe y al Festival Cinematográfico Internacional de Edimburgo, y desde 1979 al Festival de Jazz y Blues de Edimburgo. A partir de 1983 se les sumó el Festival Internacional del Libro de Edimburgo, y en 2002 el Festival de la gente de Edimburgo. Durante el mes de agosto se desarrolla también en la explanada del Castillo de Edimburgo el “Edinburgh Military Tattoo”. Cada festival tiene un programa distinto y una página web por separado que vende boletos o facilita pases o invitaciones sólo para sus propios acontecimientos.